# ColorOS
ColorOS란 중국 회사인 OPPO에서 만든 운영 체제이다. 구글의 운영 체제 안드로이드의 포크이자 커스텀 펌웨어이다.

## 버전
ColorOS 릴리스 목록:
- ColorOS 6.0[1], 기반: Android Pie
- ColorOS 5.2, 기반: Android Oreo
- ColorOS 5.1, 기반: Android Oreo
- ColorOS 5.0, 기반: Android Oreo
- ColorOS 3.2, 기반: Android 7.1
- ColorOS 3.1, 기반: Android Nougat
- ColorOS 3.0, released on 2016년 3월 17일(9년 전) - 기반: Android 5.1 Lollipop: 개발자에 따르면 ColorOS 2.1보다 25% 더 빠름[2]
- ColorOS 2.1 기반: Android Lollipop
- ColorOS 1.0, released on 2013년 9월 23일(11년 전)

## 같이 보기
- 오포 일렉트로닉스